# Favorinus pannuceus
Favorinus pannuceus is een slakkensoort uit de familie van de Facelinidae. De wetenschappelijke naam van de soort is voor het eerst geldig gepubliceerd in 1962 door Burn.